# Beauce-Sud
Circonscription électorale provinciale du Canada
Beauce-Sud est une circonscription électorale provinciale du Québec située en majorité dans la région administrative de Chaudière-Appalaches et pour une petite partie dans celle de l'Estrie. 

## Historique
La circonscription est issue du remaniement de la carte électorale de 1972. Elle provient de la disparition des districts électoraux de Beauce, Dorchester et Mégantic. De plus, une partie de la circonscription de Frontenac a été cédée à Beauce-Sud.
Ses limites ont été modifiées en 1980 avec les circonscriptions de Beauce-Nord et de Bellechasse, puis de nouveau en 1988.
Ses limites sont inchangées lors de la refonte de la carte électorale de 2011 et lors de celle de 2017.

## Territoire et limites
La circonscription de Beauce-Sud est située dans le sud-est du Québec, bordée par la frontière canado-américaine. Elle couvre le territoire des vingt-quatre municipalités suivantes :
- Courcelles
- La Guadeloupe
- Lac-Poulin
- Notre-Dame-des-Pins
- Saint-Benjamin
- Saint-Benoît-Labre
- Saint-Côme-Linière
- Sainte-Aurélie
- Sainte-Clotilde-de-Beauce
- Saint-Éphrem-de-Beauce
- Saint-Évariste-de-Forsyth
- Saint-Gédéon-de-Beauce
- Saint-Georges
- Saint-Hilaire-de-Dorset
- Saint-Honoré-de-Shenley
- Saint-Ludger
- Saint-Martin
- Saint-Philibert
- Saint-Prosper
- Saint-René
- Saint-Robert-Bellarmin
- Saint-Simon-les-Mines
- Saint-Théophile
- Saint-Zacharie

## Liste des députés
| Législature                                 | Années       | Député              | Député          | Parti                    |
| ------------------------------------------- | ------------ | ------------------- | --------------- | ------------------------ |
| Beauce-Sud Créée depuis Beauce et Frontenac |              |                     |                 |                          |
| 30e                                         | 1973–1975    |                     | Fabien Roy      | Créditiste               |
| 30e                                         | 1975–1975    |                     | Fabien Roy      | Indépendant              |
| 30e                                         | 1975–1976    |                     | Fabien Roy      | Parti national populaire |
| 31e                                         | 1976–1979    |                     | Fabien Roy      | Parti national populaire |
| 31e                                         | 1979–1981    |                     | Hermann Mathieu | Libéral                  |
| 32e                                         | 1981–1985    |                     | Hermann Mathieu | Libéral                  |
| 33e                                         | 1985–1989    | Robert Dutil        |                 | Libéral                  |
| 34e                                         | 1989–1994    | Robert Dutil        |                 | Libéral                  |
| 35e                                         | 1994–1996    | Paul-Eugène Quirion |                 | Libéral                  |
| 35e                                         | 1997–1998    | Diane Leblanc       |                 | Libéral                  |
| 36e                                         | 1998–2003    | Diane Leblanc       |                 | Libéral                  |
| 37e                                         | 2003–2007    | Diane Leblanc       |                 | Libéral                  |
| 38e                                         | 2007–2008    |                     | Claude Morin    | Action démocratique      |
| 39e                                         | 2008–2012    |                     | Robert Dutil    | Libéral                  |
| 40e                                         | 2012–2014    |                     | Robert Dutil    | Libéral                  |
| 41e                                         | 2014–2015    |                     | Robert Dutil    | Libéral                  |
| 41e                                         | 2015–2018    | Paul Busque         |                 | Libéral                  |
| 42e                                         | 2018–2022    |                     | Samuel Poulin   | Coalition avenir         |
| 43e                                         | 2022–présent |                     | Samuel Poulin   | Coalition avenir         |

## Résultats électoraux

### Évolution pour les principaux partis
| |
| - Crédit social (ancien) - Parti libéral - Parti québécois - Union nationale (ancien) - Parti national populaire (ancien) - Action démocratique (ancien) - Québec solidaire - Coalition avenir - Parti conservateur |

### Résultats détaillés
|                                                                                               | Nom                     | Parti            | Nombre de voix | %      | Maj. |
| --------------------------------------------------------------------------------------------- | ----------------------- | ---------------- | -------------- | ------ | ---- |
|                                                                                               | Samuel Poulin (sortant) | Coalition avenir | 16 615         | 44,6 % | 428  |
|                                                                                               | Jonathan Poulin         | Conservateur     | 16 187         | 43,4 % | -    |
|                                                                                               | Olivier Fecteau         | Québec solidaire | 1 623          | 4,4 %  | -    |
|                                                                                               | Jean-François Major     | Parti québécois  | 1 505          | 4 %    | -    |
|                                                                                               | Antoine Poulin          | Libéral          | 1 057          | 2,8 %  | -    |
|                                                                                               | Hans Mercier            | Parti 51         | 306            | 0,8 %  | -    |
| Total                                                                                         | Total                   | Total            | 37 293         | 100 %  |      |
| Le taux de participation lors de l'élection était de 75,9 % et 468 bulletins ont été rejetés. |                         |                  |                |        |      |

|                                                                                               | Nom                   | Parti               | Nombre de voix | %      | Maj.   |
| --------------------------------------------------------------------------------------------- | --------------------- | ------------------- | -------------- | ------ | ------ |
|                                                                                               | Samuel Poulin         | Coalition avenir    | 20 936         | 62,7 % | 13 978 |
|                                                                                               | Paul Busque (sortant) | Libéral             | 6 958          | 20,8 % | -      |
|                                                                                               | Diane Vincent         | Québec solidaire    | 1 934          | 5,8 %  | -      |
|                                                                                               | Guillaume Grondin     | Parti québécois     | 1 374          | 4,1 %  | -      |
|                                                                                               | Milan Jovanovic       | Conservateur        | 830            | 2,5 %  | -      |
|                                                                                               | Hans Mercier          | Parti 51            | 700            | 2,1 %  | -      |
|                                                                                               | Cassandre Poulin      | Vert                | 500            | 1,5 %  | -      |
|                                                                                               | Jean Paquet           | Citoyens au pouvoir | 170            | 0,5 %  | -      |
| Total                                                                                         | Total                 | Total               | 33 402         | 100 %  |        |
| Le taux de participation lors de l'élection était de 69,1 % et 467 bulletins ont été rejetés. |                       |                     |                |        |        |

|                                                                                               | Nom             | Parti            | Nombre de voix | %      | Maj.  |
| --------------------------------------------------------------------------------------------- | --------------- | ---------------- | -------------- | ------ | ----- |
|                                                                                               | Paul Busque     | Libéral          | 9 996          | 52,2 % | 3 759 |
|                                                                                               | Tom Redmond     | Coalition avenir | 6 237          | 32,6 % | -     |
|                                                                                               | Renaud Fortier  | Parti québécois  | 1 429          | 7,5 %  | -     |
|                                                                                               | Milan Jovanovic | Conservateur     | 615            | 3,2 %  | -     |
|                                                                                               | Diane Vincent   | Québec solidaire | 405            | 2,1 %  | -     |
|                                                                                               | Vanessa Roy     | Option nationale | 290            | 1,5 %  | -     |
|                                                                                               | Robert Genesse  | Indépendant      | 175            | 0,9 %  | -     |
| Total                                                                                         | Total           | Total            | 19 147         | 100 %  |       |
| Le taux de participation lors de l'élection était de 39,8 % et 195 bulletins ont été rejetés. |                 |                  |                |        |       |

|                                                                                               | Nom                    | Parti                   | Nombre de voix | %      | Maj.  |
| --------------------------------------------------------------------------------------------- | ---------------------- | ----------------------- | -------------- | ------ | ----- |
|                                                                                               | Robert Dutil (sortant) | Libéral                 | 17 055         | 50,5 % | 4 146 |
|                                                                                               | Samuel Poulin          | Coalition avenir        | 12 909         | 38,2 % | -     |
|                                                                                               | Alex Gagnon Lacroix    | Parti québécois         | 2 314          | 6,9 %  | -     |
|                                                                                               | Diane Vincent          | Québec solidaire        | 729            | 2,2 %  | -     |
|                                                                                               | Stéphane Bégin         | Conservateur            | 315            | 0,9 %  | -     |
|                                                                                               | Vanessa Roy            | Option nationale        | 220            | 0,7 %  | -     |
|                                                                                               | Robert Genesse         | Révolution démocratique | 163            | 0,5 %  | -     |
|                                                                                               | Jean Paquet            | Mon pays le Québec      | 69             | 0,2 %  | -     |
| Total                                                                                         | Total                  | Total                   | 33 774         | 100 %  |       |
| Le taux de participation lors de l'élection était de 70,8 % et 349 bulletins ont été rejetés. |                        |                         |                |        |       |

|                                                                                             | Nom                    | Parti                   | Nombre de voix | %      | Maj. |
| ------------------------------------------------------------------------------------------- | ---------------------- | ----------------------- | -------------- | ------ | ---- |
|                                                                                             | Robert Dutil (sortant) | Libéral                 | 14 791         | 42,4 % | 650  |
|                                                                                             | Richard Savoie         | Coalition avenir        | 14 141         | 40,5 % | -    |
|                                                                                             | Luc Villeneuve         | Parti québécois         | 3 987          | 11,4 % | -    |
|                                                                                             | Marie-Claude Verville  | Québec solidaire        | 861            | 2,5 %  | -    |
|                                                                                             | Vanessa Roy            | Option nationale        | 558            | 1,6 %  | -    |
|                                                                                             | Jean Rhéaume           | Indépendant             | 302            | 0,9 %  | -    |
|                                                                                             | Robert Genesse         | Révolution démocratique | 256            | 0,7 %  | -    |
| Total                                                                                       | Total                  | Total                   | 34 896         | 100 %  |      |
| Le taux de participation lors de l'élection était de 74 % et 453 bulletins ont été rejetés. |                        |                         |                |        |      |

|                                                                                             | Nom                    | Parti               | Nombre de voix | %      | Maj. |
| ------------------------------------------------------------------------------------------- | ---------------------- | ------------------- | -------------- | ------ | ---- |
|                                                                                             | Robert Dutil           | Libéral             | 12 108         | 43,6 % | 570  |
|                                                                                             | Claude Morin (sortant) | Action démocratique | 11 538         | 41,6 % | -    |
|                                                                                             | André Côté             | Parti québécois     | 2 947          | 10,6 % | -    |
|                                                                                             | Francis Cossette       | Vert                | 536            | 1,9 %  | -    |
|                                                                                             | Anne-Marie Provost     | Québec solidaire    | 315            | 1,1 %  | -    |
|                                                                                             | Léo Doyon              | Indépendant         | 311            | 1,1 %  | -    |
| Total                                                                                       | Total                  | Total               | 27 755         | 100 %  |      |
| Le taux de participation lors de l'élection était de 60 % et 415 bulletins ont été rejetés. |                        |                     |                |        |      |

|                                                               | Nom                      | Parti               | Nombre de voix | %      | Maj.  |
| ------------------------------------------------------------- | ------------------------ | ------------------- | -------------- | ------ | ----- |
|                                                               | Claude Morin             | Action démocratique | 19 361         | 56,9 % | 9 078 |
|                                                               | Diane Leblanc (sortante) | Libéral             | 10 283         | 30,2 % | -     |
|                                                               | André Côté               | Parti québécois     | 3 578          | 10,5 % | -     |
|                                                               | Marie-Claude Bisson      | Québec solidaire    | 834            | 2,4 %  | -     |
| Total                                                         | Total                    | Total               | 34 056         | 100 %  |       |
| Le taux de participation lors de l'élection était de 74,09 %. |                          |                     |                |        |       |

|                                                               | Nom                      | Parti               | Nombre de voix | %      | Maj.  |
| ------------------------------------------------------------- | ------------------------ | ------------------- | -------------- | ------ | ----- |
|                                                               | Diane Leblanc (sortante) | Libéral             | 14 170         | 43,8 % | 1 318 |
|                                                               | Claude Lemieux           | Action démocratique | 12 852         | 39,7 % | -     |
|                                                               | Stéphane Pouliot         | Parti québécois     | 5 115          | 15,8 % | -     |
|                                                               | Ginette Lewis            | UFP                 | 216            | 0,7 %  | -     |
| Total                                                         | Total                    | Total               | 32 353         | 100 %  |       |
| Le taux de participation lors de l'élection était de 72,45 %. |                          |                     |                |        |       |

|                                                                                               | Nom              | Parti                 | Nombre de voix | %      | Maj.  |
| --------------------------------------------------------------------------------------------- | ---------------- | --------------------- | -------------- | ------ | ----- |
|                                                                                               | Diane Leblanc    | Libéral               | 15 784         | 48,8 % | 3 877 |
|                                                                                               | Norbert Rodrigue | Parti québécois       | 11 907         | 36,8 % | -     |
|                                                                                               | Luce Papineau    | Action démocratique   | 4 235          | 13,1 % | -     |
|                                                                                               | Berthier Guay    | Démocratie socialiste | 233            | 0,7 %  | -     |
|                                                                                               | Richard Lebreux  | Indépendant           | 131            | 0,4 %  | -     |
|                                                                                               | Lionel Beaudoin  | Indépendant           | 74             | 0,2 %  | -     |
| Total                                                                                         | Total            | Total                 | 32 364         | 100 %  |       |
| Le taux de participation lors de l'élection était de 76,1 % et 290 bulletins ont été rejetés. |                  |                       |                |        |       |

## Référendums
|  | Référendum                     | % du OUI | % du NON | Taux de participation |
|  | Référendum de 1980             | 42,55 %  | 57,45 %  | 84,95 %               |
|  | Accord de Charlottetown (1992) | 47,16 %  | 52,84 %  | 77,05 %               |
|  | Référendum de 1995             | 42,46 %  | 57,54 %  | 91,10 %               |

### Liens et document externes
- Les membres de l'Assemblée nationale par circonscription. Beauce-Sud — Assemblée nationale du Québec
- Renseignement sur les circonscriptions provinciales. Beauce-Sud — Directeur général des élections du Québec
- Référendum du 20 mai 1980 — Directeur général des élections du Québec
- Référendum du 26 octobre 1992 — Directeur général des élections du Québec
- Référendum du 30 octobre 1995 — Directeur général des élections du Québec